# Monumento conmemorativo de la Primera Guerra Mundial (East Providence)
El Monumento conmemorativo de la Primera Guerra Mundial es una escultura de bronce de Pietro Montana y está ubicado en la intersección de Taunton Avenue, Whelden Avenue y John Street en la ciudad de East Providence, en el estado de Rhode Island (Estados Unidos). La escultura sigue el modelo de Charles Atlas y representa a un soldado posado dinámicamente de pie sobre una base de granito. El diseño original de Montana fue modificado por el Comité Conmemorativo de East Providence por ser "demasiado brutal". Dedicado el 30 de julio de 1927, el general de división Charles Pelot Summerall pronunció un discurso que destacó la desventaja que suponía para los soldados la falta de preparación e "invocó el ideal de lucha encarnado por el chico de masas de Montana". El Monumento a la Primera Guerra Mundial se agregó al Registro Nacional de Lugares Históricos en 2001.

## Diseño
El monumento fue diseñado por Pietro Montana, un pintor y escultor nacido en Italia. Montana estudió en la Cooper Union en Manhattan. Los monumentos de Montana eran bien conocidos, particularmente en Nueva York, e incluían una escultura anterior de "Doughboy" erigida en 1920 para honrar a los muertos en la guerra de Bushwick y Ridgewood. El éxito de este memorial anterior "Fighting Doughboy" resultó en la producción de tres copias en 1921. Para 1932, había producido más de 40 estatuas y ganó una medalla de oro de la Academia Nacional de Diseño por "Huérfanos" en 1931.
Para el diseño de la escultura, Montana modeló a Charles Atlas y "se esforzó por comunicar el carácter íntegro y el valor del chico estadounidense a través de un físico musculoso". En 1926, el Comité Conmemorativo de East Providence expresó su preocupación de que el diseño de Montana fuera "demasiado brutal" y modificó el diseño original proporcionado por Montana. La estatua fue erigida en 1927 y dedicada formalmente el 30 de julio de 1927. En la inauguración, el general de división Charles Pelot Summerall pronunció un discurso que destacó la desventaja que sufría la falta de preparación de los soldados e "invocó el ideal de lucha encarnado por el chico de masas de Montana".
La escultura de un soldado mide 2,36 m alto, 0,79 m de ancho y 0,81 m profundo. Ronald J. Onorato, autor de la nominación del Registro Nacional, escribe que "el soldado está de pie con las piernas separadas, la mano izquierda en el cinturón y la derecha al costado. El rostro es impasible e inexpresivo. Viste un uniforme de infantería desaliñado, zapatos ásperos, el cuello de la camisa abierto y torcido, las mangas arremangadas, la rodilla desgarrada, su casco en el suelo detrás de su pie izquierdo.... Una funda cuelga del cinturón en la cadera derecha del soldado". Montana firmó la escultura con "Pietro Montana/SC/1927".
La escultura descansa sobre una base de granito gris que mide 1,93 m de alto, 0,96 m de ancho y 1,07 m profundo. Las esquinas de la base tienen diseño de hoja pequeña y tiene 0,61 m por 0,81 m relieves de bronce con remates arqueados a cada lado. El relieve del frente afirma que fue erigido en memoria de los ciudadanos de East Providence que sirvieron en la Primera Guerra Mundial de 1917 a 1918 y enumera los nombres de veintitrés soldados. El relieve de la izquierda muestra una columna de infantería en marcha de un hombre a caballo y cuatro a pie, el relieve de la derecha muestra a cuatro o cinco hombres cargando un cañón y el relieve trasero muestra a una enfermera que ayuda a dos soldados heridos.
En el momento de su nominación, la escultura se describió como en "moderadamente buenas condiciones", con la superficie manchada y picada, pero libre o rota o faltan piezas. La estatua aún se encuentra en su ubicación original frente a una escuela que desde entonces ha sido reutilizada como vivienda residencial.

## Importancia
El Monumento a la Primera Guerra Mundial diseñado por Montana es "históricamente significativo como el principal esfuerzo de la ciudad para honrar a quienes sirvieron en la Primera Guerra Mundial y porque es una representación inusualmente exitosa del soldado en la batalla". La figura masculina más grande que la vida representada en la escultura se distingue de las figuras comunes de otros monumentos de guerra por su pose dinámica, como si el soldado estuviera "[surgiendo] del fragor de la batalla". Fue agregado al Registro Nacional de Lugares Históricos el 19 de octubre de 2001. 